# 마틴 유든
마틴 데이비드 유든(영어: Martin David Uden)은 영국의 공무원이자, 2010년 현재 주한 영국 대사관 대사이다.
1978년 어학연수생으로 처음 한국에 왔으며 정무담당 2등 서기관으로 1981년까지 근무했으며, 1994년부터 1997년까지는 정무참사관으로 근무했다.

## 출신학교
- 런던 대학교 법학

## 참조
1. ↑  마틴 유든 주한 영국대사 부임 《연합뉴스》, 2008년 2월 15일 작성